# Политическая идеология
Полити́ческая идеоло́гия — определённый этический набор идеалов, принципов, доктрин, мифов или символов определённого общественного движения, института, социального класса или же большой группы, которые объясняют, как общество должно быть устроено и предлагают некоторые политические и культурные проекты определённого общественного порядка.
Политическая идеология в значительной степени сосредотачивается на вопросах распределения политической власти и вопросу с какой целью она должна быть использована. Некоторые партии следуют определённой идеологии очень чётко, не принимая никаких других ответвлений, а другие могут иметь широкий набор взглядов, взятых из разных групп идеологий, но не следовать какой-то конкретной из них. Популярность идеологии зависит отчасти от моральных авторитетов.
Политические идеологии имеют два измерения:
1. Цели: Как общество должно быть организовано.
2. Методы: Самый подходящий вариант достижения этой цели.

Идеология является набором идей. Как правило, каждая идеология состоит из определённых идей о том какая форма правления является лучшей (например, демократия, автократия и так далее) и какая экономическая система лучше (например, капитализм, социализм и так далее). Иногда одно и то же слово используется для идентификации как идеологии, так и одной из его основных идей. Например, «социализм» может относиться к экономической системе, или же он может относиться к идеологии, которая поддерживает эту экономическую систему. Идеологии также идентифицируют себя по их положению на политическом спектре (как левые, центристские или правые), хотя очень часто такое разделение является противоречивым. Наконец, идеологии следует отличать от политических стратегий (например, популизма) и от отдельных позиций, на которых может быть построена партия (например, оппозиция евроинтеграции или легализация марихуаны). Выражает мнение людей и политической элиты.

## Анархизм
- Анархизм
- Либертаризм

### Анархизм без прилагательных
- Анархизм без прилагательных
- Синтетический анархизм

### Индивидуалистический анархизм
- Анархо-натуризм
- Эгоистический анархизм
- Freiwirtschaft
- Геоанархизм
- Демократия участия
- Индивидуалистический анархизм
- Индивидуалистический анархизм во Франции
- Индивидуалистический анархизм в Европе
- Индивидуалистический анархизм в США
- Повстанческий анархизм
- Иллегализм
- Мютюэлизм

### Религиозный анархизм
- Языческий анархизм
- Буддийский анархизм
- Исламский анархизм
- Еврейский анархизм
- Христианский анархизм

### Социальный анархизм
- Анархо-феминизм
- Анархо-синдикализм
- Анархо-коллективизм
- Либертарный социализм
- Партисипативная экономика
- Социальная экология
- Демократия участия
- Мютюэлизм

#### Анархо-коммунизм
- Магонизм (англ.)
- Платформизм
- Повстанческий анархизм

### Другие
- Автаркизм
- Автономизм
- Криптоанархизм
- Автохтонизм
- Инфоанархизм
- Повстанческий анархизм
- Махновщина
- Национал-анархизм
- Панархизм
- Платформизм
- Постанархизм
- Постлевый анархизм
- Квир-анархизм
- Операизм
- Анархо-примитивизм

## Коммунизм
- Безгосударственный коммунизм
- Революционный социализм

### Марксизм
- Классический марксизм
- Ортодоксальный марксизм
- Неомарксизм
- Революционный марксизм

#### Ревизионизм
- Титоизм
- Еврокоммунизм

#### Ленинизм
- Большевизм
- Мировой коммунизм
- Научный коммунизм
- Бордигизм (англ.)

##### Марксизм-Ленинизм
- Антиревизионизм
- Сталинизм
- Маоизм
- Кастроизм
- Геваризм
- Политическая философия Хо Ши Мина
- Ходжаизм
- Троцкизм

### Другие
- Религиозный коммунизм
- Христианский коммунизм
- Посадизм
- Чучхе

## Консерватизм

### Общие
- Консерватизм
- Фискальный консерватизм
- Культурный консерватизм
- Либеральный консерватизм
- Либертарианский консерватизм
- Национал-консерватизм
- Неоконсерватизм
- Палеоконсерватизм
- Социальный консерватизм

### Другие
- Аграризм
- Биоконсерватизм
- Карлизм
- Христианская демократия
- Коммунитаризм
- Фискальный консерватизм
- Зелёный консерватизм
- Монархизм
- Торизм
- Традиционализм
- Реакционеры

## Зелёные
- Энвайронментализм
- Анархо-натуризм
- Анархо-примитивизм
- Биорегионализм
- Ярко-зелёный энвайронментализм
- Глубинная экология
- Экокапитализм
- Экофашизм
- Экосоциализм
- Свободный рыночный энвайронментализм
- Зелёный анархизм
- Зелёный консерватизм
- Зелёный либерализм
- Зелёное либертарианство
- Зелёная политика
- Зелёный муниципализм
- Зелёный синдикализм
- Социальная экология

## Либерализм

### Общие
- Классический либерализм
- Консервативный либерализм
- Экономический либерализм
- Индивидуализм
- Либеральный феминизм
- Либеральный социализм
- Либерализм
- Рыночный либерализм
- Национал-либерализм
- Неолиберализм
- Ордолиберализм
- Палеолиберализм
- Социал-либерализм
- Колониальный либерализм

### Другие
- Культурный либерализм
- Зелёный либерализм
- Индивидуалистический феминизм
- Прогрессивизм
- Радикализм

## Либертарианство
- Волюнтаризм
- Агоризм
- Зелёное либертарианство

### Правое либертарианство
- Анархо-капитализм
- Минархизм
- Либертарианский консерватизм
- Палеолибертарианство

### Левое либертарианство
- Геолибертарианство
- Джорджизм
- Либертаризм
- Либертарный социализм
- Либертарный коммунизм
- Либертарный марксизм (англ.)
- Либертарный муниципализм

## Национализм
- Национализм
- Национал-большевизм
- Фашизм
- Нацизм
- Штрассеризм
- Австрофашизм
- Экофашизм
- Национал-демократия
- Интернационализм
- Неонацизм

## Религиозные идеологии

### Главные
- Религиозный феминизм
- Религиозный социализм
- Теократия

### Буддизм
- Буддийский анархизм
- Буддийский социализм

### Христианство
- Христианский анархизм
- Христианский коммунизм
- Христианская демократия
- Христианский социализм
  - Католический социализм
- Либеральная протестантская теология
- Теология освобождения
- Панхристианство
- Доминионизм

### Ислам
- Исламский социализм
- Исламский либерализм
- Исламизм
- Панисламизм

### Индуизм
- Ведический социализм

## Социализм
- Социализм
- Синдикализм

### Либертарный социализм
- Фурьеризм
- Мютюэлизм
- Гильдейский социализм
- Революционный синдикализм
- Либертарный марксизм (англ.)
- Левый коммунизм
- Коммунизм рабочих советов
- Экономика гандизма
- Партисипизм
- Демократия участия
- Неосапатизм
- Коммунализм

#### Либертарный марксизм
- Либертарный марксизм (англ.)
- Автономизм
- Ситуационизм
- Люксембургианство
- Левый коммунизм
- Коммунизм рабочих советов
- Обобществление

#### Социальный анархизм
- Мютюэлизм
- Анархо-коллективизм
- Анархо-коммунизм
- Анархо-синдикализм
- Платформизм
- Социальная экология
- Повстанческий анархизм

### Реформистский социализм
- Бернштейнианство

#### Демократический социализм
- Австромарксизм
- Бернштейнианство
- Демократический социализм
- Фабианство
- Реформизм
- Ревизионизм (марксизм)

#### Социал-демократия
- Социал-демократия
- Либеральный социализм
- Рыночный социализм

#### Другие
- Социал-капитализм
- Социалистический феминизм
- Государственный социализм
- Неосоциализм
- Квотизм

#### Региональные варианты
- Африканский социализм
- Арабский социализм
- Боливарианизм
- Социалистический сионизм
- Меланезийский социализм
- Социализм с китайской спецификой
- Революционная демократия

#### Религиозный социализм
- Религиозный социализм
- Буддийский социализм
- Христианский социализм
- Исламский социализм
- Теология освобождения

### Революционный социализм

#### Общие
- Революционный социализм
- Коммунизм

#### Марксизм
- Автономизм
- Кастроизм
- Коммунизм рабочих советов
- Делеонизм
- Еврокоммунизм
- Геваризм
- Ходжаизм
- Каутскизм
- Левый коммунизм
- Ленинизм
- Люксембургианство
- Маоизм
- Марксизм
- Марксизм-ленинизм
- Марксистский феминизм
- Марксистский гуманизм
- Неомарксизм
- Ортодоксальный марксизм
- Ситуационизм
- Антиревизионизм (или сталинизм)
- Титоизм
- Западный марксизм
- Троцкизм

#### Анархо-коммунизм
- Анархо-синдикализм
- Социальная экология

#### Другие
- Гильдейский социализм
- Либертарный социализм
- Синдикализм
- Утопический социализм
- Национал-большевизм
- Политический реализм

## Пацифизм
- Анархо-пацифизм
- Толстовство
- Ненасилие
- Ненасильственное сопротивление
- Гандизм